# Riley Tanner
Riley Madison Tanner Rintala (* 15. Oktober 1999 in Grand Rapids, Michigan) ist eine in den USA geborene panamaische Fußballspielerin.

## Karriere

### Klub
Während ihrer College-Zeit, war sie von 2018 bis 2021 bei den South Carolina Gamecocks aktiv. Von 2021 bis 2022 spielte sie dann nochmal für Alabama Crimson Tide, wo sie dann auch ihren Master of Public Health machte. Nachdem sie von 2020 bis 2022 im Ligabetrieb von Midwest United schon in ein paar Partien eingesetzt worden war, wurde sie beim NWSL Draft 2023 in der dritten Runde von Washington Spirit gezogen.

### Nationalmannschaft
Für die panamaische A-Nationalmannschaft kam sie am 19. Februar 2023 zu ihrem ersten Einsatz, wo sie beim WM-Qualifikation-Playoff-Spiel gegen Papua-Neuguinea, wo sie zur zweiten Halbzeit für Natalia Mills eingewechselt wurde. Anschließend erzielte sie in der 63. Minute noch das endgültige 2:0 für ihr Team. Beim zweiten Playoff-Spiel stand sie dann auch in der Startelf und schloss diese erfolgreich mit ihrer Mannschaft ab.
Bei der Weltmeisterschaft 2023 stand sie dann auch mit im Kader und kam in allen drei Spielen zum Einsatz.